# Georgi Apollonowitsch Gapon

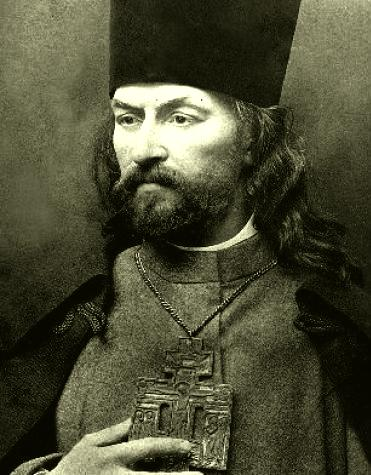
Georgi Gapon, 1905, Porträt eines unbekannten Malers

Georgi Apollonowitsch Gapon (russisch Георгий Аполлонович Гапон; * 5. Februarjul. / 17. Februar 1870greg. in Beliki in der Nähe von Poltawa; † 28. Märzjul. / 10. April 1906greg. in Oserki bei Sankt Petersburg) war ein Pope, der eine wichtige Rolle in der Russischen Revolution von 1905 spielte.

## Leben
Der russisch-orthodoxe Priester entstammte einer wohlhabenden Bauernfamilie. Er wirkte in der Arbeiterbewegung sowie als Gefängnispfarrer und rief 1903 mit staatlicher Genehmigung die Versammlung der Fabrikarbeiter in Sankt Petersburg ins Leben, die allerdings schnell von der Geheimpolizei Ochrana unterwandert wurde. Die Bewegung profitierte davon, dass der Versuch, eine staatliche Gewerkschaft zu errichten, gescheitert und die betreffende Organisation aufgelöst worden war. Die Bewegung von Gapon wurde zunehmend größer und radikalisierte sich mit der Zeit unter dem Einfluss der vertrauten Mitarbeiterin Gapons Wera Karelina, umfassende politische Forderungen wurden gestellt. Gapon selbst glaubte an den heiligen Bund zwischen Zar und Volk und berief sich auf den Mythos des „Guten Zaren“, der dem Volk helfe, wenn es in Not sei und sich mit seinen Problemen an ihn wende. 
Während des Russisch-Japanischen Krieges nahmen die Proteste gegen die Zarenherrschaft auch in Petersburg zu und eskalierten am sogenannten Petersburger Blutsonntag vom 9. Januarjul. / 22. Januar 1905greg.. Nach heftigen Streiks von zehntausenden Arbeitern für ihre Forderungen hatte Gapon, durch die Größe des Protestes ermutigt, eine unterwürfige Bittschrift erstellt, die dem Zaren überreicht werden sollte. Trotz des Befehls an den Popen, den Marsch abzusagen, und Warnungen der Behörden fand der Marsch statt. Obwohl er friedlich verlaufen war, eröffnete die Palastwache des Winterpalastes das Feuer auf die Versammlung, die sogar Bilder des Zaren prozessionsartig mitgeführt hatte, wobei mehrere hundert Demonstranten ums Leben kamen. Gapon konnte sich retten und exkommunizierte daraufhin den Zaren, musste dann aber außer Landes gehen, wo er in Genf und London Kontakte zu sozialistischen Exilgruppen aufnahm. Nach dem Erlass des Oktobermanifestes kehrte er nach Russland zurück.
Nachdem er gegenüber seinem Weggefährten Pinchas Ruthenberg bekannt hatte, ein Agent Provocateur der Ochrana zu sein, wurde er auf Geheiß der Partei der Sozialrevolutionäre von drei gedungenen Mördern in einer Hütte bei Oserki erhängt. Einer der Drahtzieher des Mordes an Gapon war Jewno Asef, der später selbst als Agent Provocateur der Ochrana enttarnt werden sollte.